# Sylvie Jouffa
Pour les articles homonymes, voir Jouffa.
Sylvie Jouffa, née Sylviane Roterman le 9 juillet 1945 à Paris, débuta comme assistante de Daniel Filipacchi et Frank Ténot à Europe N°1, station de radio alors « dans le vent », dans la petite équipe des émissions cultes Salut les copains (1965-1968) et Pour ceux qui aiment le jazz, avant d’œuvrer sur les programmes de Campus.
Après avoir quitté la radio, au début des années 1970, elle devient  assistante de réalisation dans le cinéma (notamment de Francis Leroi, Claude Mulot, Frédéric Lansac, François Jouffa, Alex Joffé, Jean-Pierre Mocky). Sur de nombreux films, elle sera chargée des décors, des costumes, du casting, des sponsors.
Puis, elle travaille en indépendante dans les relations publiques pour le cinéma  (Warner Bros., Unité 1), le showbiz (Michel Legrand, Philippe Sarde, Michel Berger, BYG Records, Europe 2, La Toya Jackson, etc.) et l'édition (Ramsay, Spengler, Michel Lafon, etc.).
Comme auteure de chansons dans les années 1970, elle signe quelques textes dont ceux de la B.O. du film "La Michetonneuse" de Francis Leroi.
Elle est ensuite styliste pour des magazines pour ados comme Hit ou Podium, et de charme comme Absolu et Privé. Elle est également journaliste pour des mensuels comme Best et Trafic.
Elle crée et organise le Grand Prix annuel du rock français, le Bus d'Acier, de 1981 à 1996, sponsorisé par la discothèque le Bus Palladium et la SACEM (avec la RATP en 1993), qui révèle entre autres Alain Bashung, Indochine, CharlÉlie Couture, Stephan Eicher, Étienne Daho, Noir Désir.
Tout en demeurant photographe spécialisée dans l'Asie (signant ainsi une cinquantaine de pochettes et livrets d'albums 33 tours puis de CD d'ethnomusiques), Sylvie Jouffa est actuellement l'auteure à succès de plusieurs livres de recettes de cuisine.
Compagne de François Jouffa depuis mai 1968 à Ibiza, ils se sont mariés en septembre 1969. Après un voyage de noces initiatique sur « les chemins de Katmandou » et de Bénarès, ils deviennent les parents d'Alexis Jouffa (né en 1976 à Paris) et de Susie Jouffa (née en 1979 à Séoul).